# 阿部友和
阿部 友和（あべ ともかず、1985年9月2日 - ）は、福岡県出身のプロバスケットボール選手である。

## 来歴
九州産大付九州高では高校バスケ激戦区の福岡にあって全国大会出場はならず。
。自分のプレー集をビデオにまとめ大東文化のコーチに送ったという逸話もある。
大東文化大学では入学当初はB-teamに所属していたが　3年から主力PGとして活躍し、4年では関東インカレ初優勝及び全日本インカレ3位に貢献。優秀選手賞、得点王、ディフェンス王、3P王、MIPの5冠を獲得する。
卒業後、レラカムイ北海道に入団。
大学時代のチームメイトである竹野明倫（元・秋田ノーザンハピネッツ）は、小学校時代からのライバル関係にあった。
2015年6月、千葉ジェッツへ移籍。
2018年6月、富山グラウジーズへ移籍。
トレーニングのし過ぎでトレーナーからストップをかけられた、というエピソードが示す通り、ものすごくストイックなプロ選手の鑑とも言うべき人物。鍛え上げた肉体を生かして相手チームのPGをフロントコートから苦しめるディフェンスが武器。またボールハンドリングにも優れ、良質なパスを捌く事も出来、更に自らスリーポイントやドライブで点を取りにも行ける、正統派ポイントガードである。
2022年7月、ライジングゼファーフクオカに移籍。2024年5月9日に自由交渉リスト入りした。
2024年9月13日にバンビシャス奈良と契約を結んだ。

## 代表歴
- 2009年ユニバーシアード日本代表[要出典]